# Gorin-no Sho
Gorin-no Sho (jap. 五輪書 Gorin-no Sho; pol. Księga pięciu kręgów; inny zapis: Gorin No Sho lub Go Rin No Sho) – księga napisana w 1645 r. przez jednego z najsłynniejszych szermierzy japońskich, Musashiego Miyamoto.

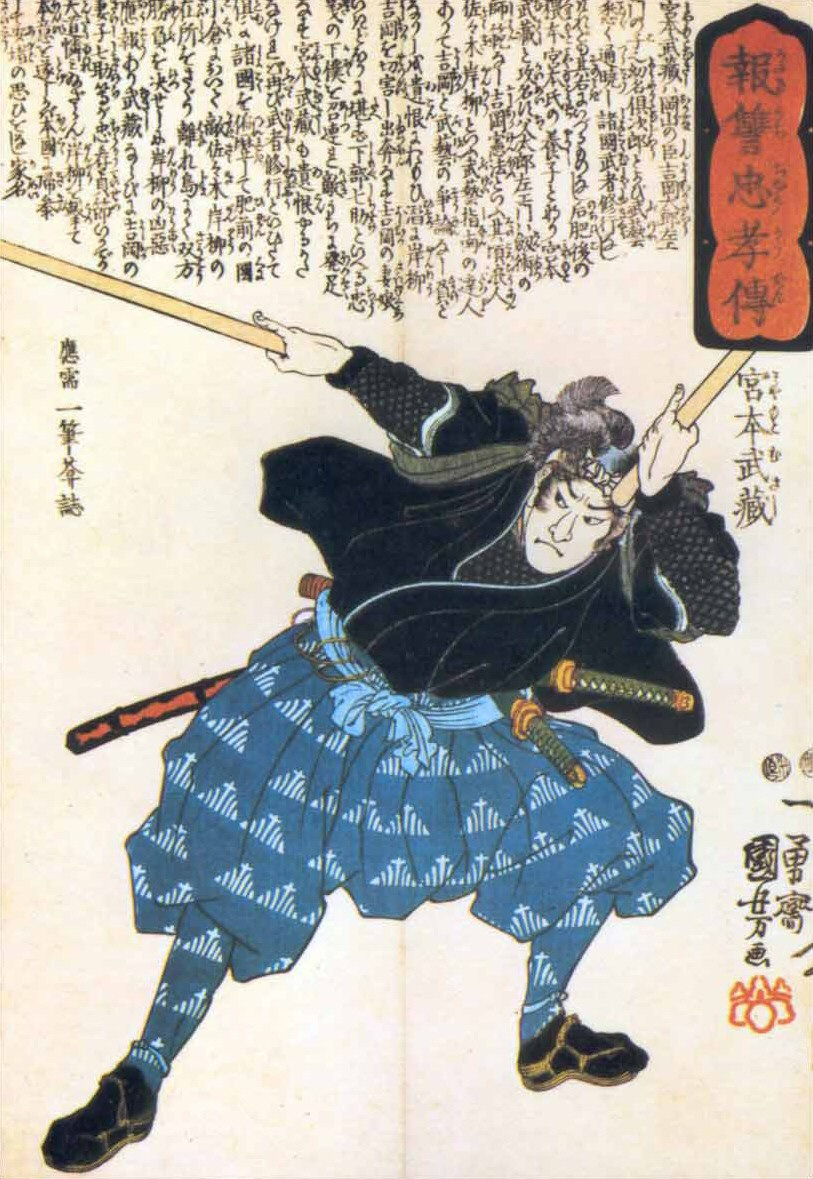
Musashi Miyamoto, uzbrojony w dwa bokkeny

Składa się z pięciu rozdziałów (zwojów) podzielonych według dalekowschodniego systemu żywiołów:
- Pierwszy krąg (Ziemi) – mówi o tym, czym jest „droga żołnierskiego prawa”, zawiera potrzebne definicje, stanowi również wstęp do dalszej części traktatu;
- Drugi krąg (Wody) – zawiera informacje o szkole walki Musashiego, opisy postaw i technik;
- Trzeci krąg (Ognia) – opisuje starania znalezienia dobrego momentu oraz zdominowania przeciwnika w walce;
- Czwarty krąg (Wiatru) – zawiera opisy różnych stylów i szkół walki współczesnych autorowi;
- Piąty krąg (Pustki) – jest to krótki wstęp do „Drogi praktyki i natury” – filozofii życia Musashiego.

Traktat Musashiego porusza wiele spraw – mówi nie tylko o sztukach walki, ale także o właściwym stanie ducha i umysłu, o znaczeniu zdominowania przeciwnika w trakcie starcia. Oprócz tego w „Księdze pięciu kręgów” Musashi krytykuje inne szkoły, przekazując własną „drogę” (filozofię i właściwą postawę życiową).
Polski przekład bezpośrednio z języka japońskiego, autorstwa Agnieszki Żuławskiej-Umedy, wydało po raz pierwszy wydawnictwo Diamond Books z Bydgoszczy w roku 2001.